# Mistrovství Evropy v plaveckých sportech 1954
Mistrovství Evropy v plaveckých sportech za rok 1954 proběhlo v Turíně, Itálie ve dnech 31. srpna až 5. září 1954.
Soutěže
- Plavání
- Skoky do vody
- Vodní pólo